# Umberto Saracini
Umberto Saracini (Ancona, 1900 – Quota 1308 dei Mali Trebescines, 23 gennaio 1941) è stato un militare italiano insignito della medaglia d'oro al valor militare alla memoria nel corso della seconda guerra mondiale.

## Biografia
Nacque ad Ancona nel 1900, figlio di Getullio ed Erminia Bontempi.Ancora studente liceale ad Ancona, interruppe gli studi per arruolarsi giovanissimo nel Regio Esercito durante la fase finale della prima guerra mondiale assegnato in servizio al plotone arditi dell'88º Reggimento fanteria "Friuli". Posto in congedo nel 1919, conseguì la licenza liceale e dopo aver frequentato un corso allievi ufficiali di complemento a Roma ottenne la promozione a sottotenente e nel 1923 venne ammesso a frequentare la Regia Accademia Militare di Fanteria e Cavalleria di Modena da cui uscì nel 1926 con il brevetto di sottotenente in servizio permanente effettivo assegnato all'arma di fanteria. Assegnato al 152º Reggimento fanteria della Brigata Sassari, nel febbraio 1928 venne trasferito nel Regio corpo truppe coloniali della Cirenaica dove rimase fino al 1931 prestando servizio successivamente nei battaglioni eritrei XXIII e XIII. Ritornò nuovamente poi Libia per circa un anno nel 1935 in servizio nel 93º Reggimento fanteria "Metauro" mobilitato per esigenze legate alla situazione in Africa Orientale. Nel 1936 fu ammesso a frequentare il 66º Corso della Scuola di guerra dell'esercito dove ottenne la promozione a capitano nel 1937. Ultimato il corso, fu dapprima assegnato al Comando del Corpo d'armata di Bari in servizio di Stato maggiore e dal gennaio 1940, con la promozione a maggiore, al 14º Reggimento fanteria "Pinerolo". Assunto il comando del I battaglione, il 9 gennaio 1941 partiva per l'Albania per combattere sul fronte greco-albanese. cadde in combattimento a Quota 1308 dei Mali Trebescines il 23 dello stesso mese, e fu successivamente insignito della medaglia d'oro al valor militare alla memoria.